# 栃木県道194号寂光滝線

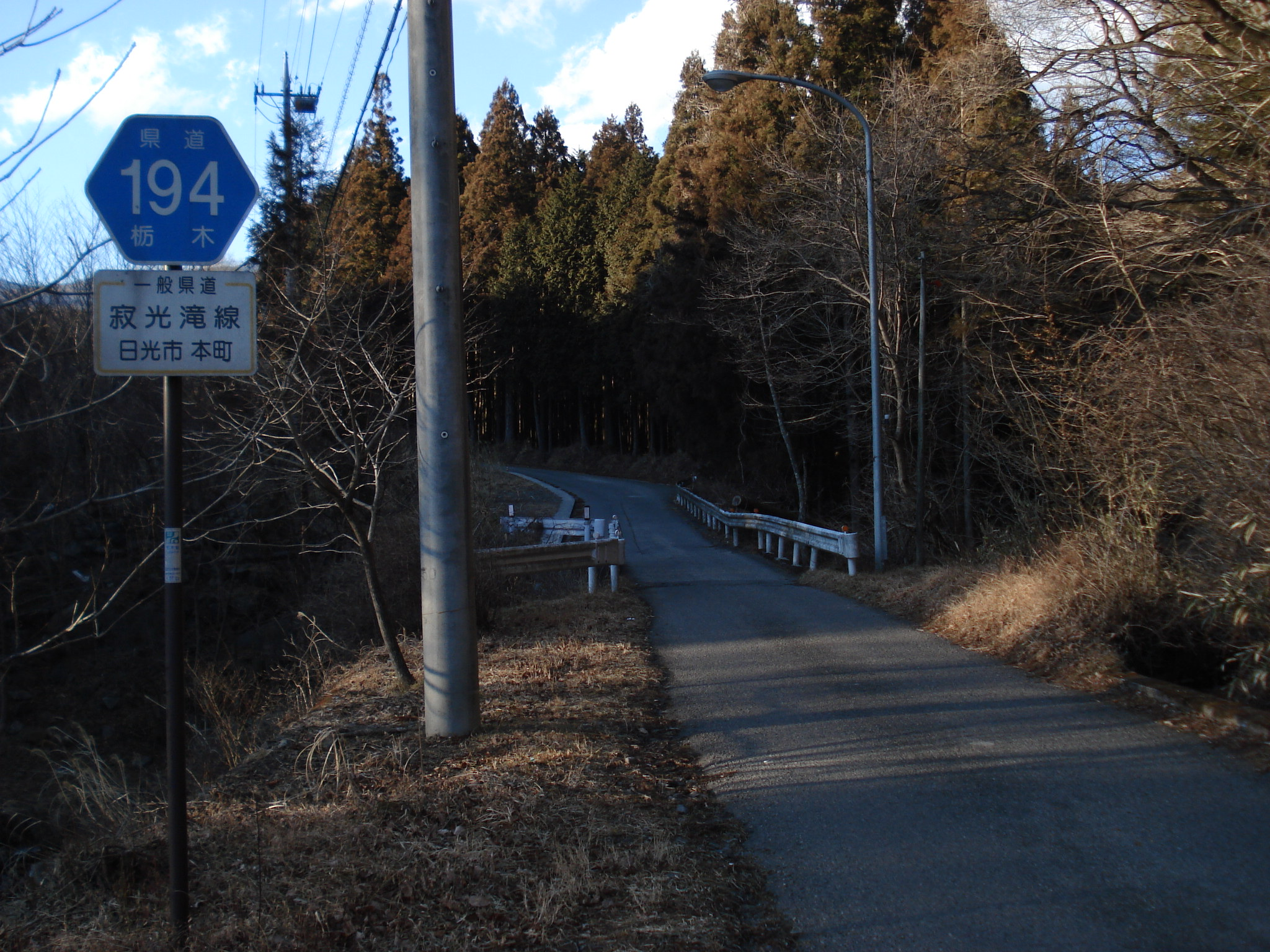
日光市本町付近

栃木県道194号寂光滝線（とちぎけんどう194ごう じゃっこうのたきせん）は、栃木県日光市内を走る一般県道である。

## 概要

### 路線データ
- 指定：1961年（昭和36年）4月1日
- 距離：2.286km
- 起点：栃木県日光市日光（寂光滝）
- 終点：栃木県日光市本町（国道120号交点）